# HD 210939
HD 210939，又名BD+60 2358，SAO 19932、HR 8479，是一颗恒星，视星等为5.35，位于銀經104.65，銀緯3.68，其B1900.0坐标为赤經22h 8m 43.4s，赤緯+60° 3.68′ 52″。